# Кантеміровське
Кантемі́ровське (каз. Кантемиров) — село у складі Тайиншинського району Північноказахстанської області Казахстану. Входить до складу Тендіцького сільського округу.
Населення — 133 особи (2021; 336 у 2009, 626 у 1999, 1123 у 1989).
Національний склад станом на 1989 рік:
- казахи — 43 %
- росіяни — 32 %.